# 382
| [ Edytuj tabelę ] |                                                                          |
| Władca Guptów     | - 375 Ćandragupta II 414                                                 |
| Władca Korei      | - 371 Sosurim 384                                                        |
| Papież            | - 366 Damazy I 384                                                       |
| Król Persji       | - 379 Ardaszir II 383                                                    |
| Cesarz Rzymu      | - 375 Walentynian II 392 - 375 Gracjan 383 - 379 Teodozjusz I Wielki 395 |
| Król Wandalów     | - 359 Godigisel 406                                                      |

Rok 382 / CCCLXXXII
stulecia: III wiek ~
IV wiek ~
V wiek

lata: 372 «
377 «
378 «
379 «
380 «
381 «
382
» 383
» 384
» 385
» 386
» 387
» 392

## Wydarzenia
- 3 lutego – cesarz wschodniej części Imperium Romanum Teodozjusz I Wielki osiedlił w Tracji Gotów jako sprzymierzeńców Rzymu (foederati).
- Cesarz zachodniej części imperium rzymskiego Gracjan oficjalnie zrzekł się tytułu Pontifex Maximus i cofnął poparcie państwa dla pogańskich kultów i kapłanów.
- Usunięcie ołtarza Wiktorii z sali posiedzeń senatu rzymskiego.